# Osny
Osny är en kommun i departementet Val-d'Oise i regionen Île-de-France i norra Frankrike. Kommunen ligger i kantonen Cergy-Nord som tillhör arrondissementet Pontoise. År 2022 hade Osny 17 471 invånare.

## Befolkningsutveckling
Antalet invånare i kommunen Osny
| Referens: INSEE |